# Tiocyansyra
Tiocyansyra, med äldre benämning rodanvätesyra, är en organisk syra. Det är en vätska med stickande sur lukt, som i fritt tillstånd inte har någon speciell användning. Syran existerar som en blandning med den isomera föreningen isotiocyansyra. Det är en svavelanalogi av cyanvätesyra (HOCN).
Däremot är flera av dess salter viktiga, av vilka kan nämnas
·	ammoniumtiocyanat, NH4SCN,
·	kaliumtiocyanat, KSCN,
·	kvicksilvertiocyanat, Hg(SCN)2.